# GWAVE SuperFeature's 시리즈
GWAVE SuperFeature's 시리즈는 GWAVE란 브랜드로 발매되는 게임 음악 컴필레이션 앨범의 시리즈를 말한다. 게임 음악의 주제가를 선별해 베스트 앨범 형식으로 상반기, 하반기로 나누어 발매하는 GWAVE 시리즈와 달리, GWAVE SuperFeature's 시리즈는 게임의 주제가를 부른 가수의 앨범적 성격이 짙기 때문에 게임 주제가 이외의 곡도 수록돼 있는 것이 특징이다.

## ADVANCED BLUE
GWAVE SuperFeature's ADVANCED BLUE는 GWAVE SuperFeature's 시리즈의 첫 앨범이기도 하며, 마리에의 오리지널 록 앨범이기도 하다. 노래는 게임 음악을 위주로 활동하는 마리에가 맡았다. 작곡가로는 애니메이션, 게임 음악에서 활동하는 타쿠마루, 와타나베 신야, Barbarian On The Groove, Manack, OdiakeS가 하였으며, 일러스트는《월간 드래곤 에이지》의 연재중인 만화 〈우리들에게 날개는 없다〉에서 작화를 맡고 있는 시노즈카 아츠토가 했다. 게임 제작사 클록업에서 앨범 제작에 도움을 주었다.
1. veracious～またたく一瞬の光～(눈 깜박할 일순의 빛)
작곡 : 타쿠마루
2. 黄金流砂 (황금류사)
작곡 : Barbarian On The Groove
3. 祈りの翼 (기도의 날개)
작곡 : Manack
클록업의 성인 게임《검은 가희》의 이미지 송.
4. NeverDespair
작곡 : wata
5. Deepsea fish
작곡 : OdiakeS
6. 巡る地球 (돌고 있는 지구)
작곡 : Manack
7. ポジティブで行こう！ (포지티브하게 가자！)
작곡 : OdiakeS
8. 笑顔で続くこの道を (웃는 얼굴로 이어지는 이 길을)
작곡 : Manack
9. push and tough
작곡 : OdiakeS
10. over and over
작곡 : 타쿠마루
11. rhythmic
작곡 : 타쿠마루
12. Dear…
작곡 : Barbarian On The Groove

※작사는 마리에 외

## Ultra：U
GWAVE SuperFeature's vol.2 Ultra：U는 GWAVE SuperFeature's 시리즈의 2번째 앨범으로 U의 미드사이즈 앨범이기도 하다. 모든 곡의 작사와 작곡은 노래를 부른 U가 직접하였다. 앨범의 기타는 애니메이션 음악에서 활동하는 코이케 마사야가 했으며, 일러스트는《마계천사 지브릴》시리즈의 원화를 그린 쿠우츄 요사이가 했다. 《마계천사 지브릴》의 게임 제작사 프런트윙에서 앨범 제작에 참여했다.     
1. あなたのロケットで (당신의 로켓에서)
작사, 작곡, 편곡 : U
2. 夢見て☆エンジェル (꿈 꿔☆엔젤)
작사 : U/K 작곡, 편곡 : U
3. ツナガッテルカナ？ (신데렐라일까나?)
작사, 작곡 : U
4. 天使の3分間クッキング　～ラーメン大好きラブリエルちゃん～ (천사의 3분간 쿠킹 ～라면 너무 좋은 라프렐～)
작사 : U/K 작곡, 편곡 : U
5. だめ？？？ (안돼???)
작사, 작곡, 편곡 : U
6. Candy Pop
작사, 작곡, 편곡 : U
7. HAPPY ENDING
작사, 작곡, 편곡 : U
8. Ciao
작사, 작곡, 편곡 : U

## Mermaid Kiss
GWAVE SuperFeature's vol.3 Mermaid Kiss는 GWAVE SuperFeature's 시리즈의 3번째 앨범으로 natural*orange의 스위트 듀엣 CD이기도 하다. 노래는 natural*orange의 멤버인 성우 카즈나 사야카와 리타가 했다. 음반 제작에는 게임 제작사 츄어블 소프트가 참여했으며, 곡은 동사에서 사운드를 담당하는 켄세이가, 일러스트는 동사에서 원화를 담당하는 긴타가 하였다.  
1. 真夏の恋のプレリュード -instrumental- (한여름의 사랑의 프렐류드 -instrumental-)
2. フライト (플라이트)
노래 natural*orange
3. Water's Step
노래: 리타, 코러스: 카즈나 사야카
4. みんなのスターフェスティバル (모두의 스타 페스티벌)
노래: 카즈나 사야카
5. 金色の野原 (금빛의 들판)
노래: 리타
6. マーメイド・キス (머메이드 키스)
노래 카즈나 사야카, 코러스: 리타

## U☆TOPIA
GWAVE SuperFeatures vol.4 U☆TOPIA는 GWAVE SuperFeature's 시리즈의 4번째 앨범으로 U의 GWAVE SuperFeature's 시리즈에서의 두 번째 앨범이기도 하다. 전 앨범인《Ultra : U》와 같이 모든 곡의 작사와 작곡은 노래를 부른 U가 직접하였고, 앨범의 기타 역시는 코이케 마사야가 했으며, 일러스트 또한 쿠우츄 요사이가 했다. 또, 전 앨범과 같이 프런트윙에서 앨범 제작에 참여했다. 앨범의 미수록곡〈Love OS〉와 U의 전 앨범《Ultra : U》의 수록곡인〈천사의 3분간 쿠킹〉과 비슷한〈천사의 5분간 쿠킹〉이 8월 GWAVE SuperFeature's vol.4 PR Mighty Love이름으로 먼저 발매되었다. 제작과 모든 여건은 먼저 서술한 앨범과 같으며, U의 싱글로 볼 수 있다.
1. to U☆Topia -Introduction-
작사, 작곡, 편곡: U
2. Special Day
작사, 작곡, 편곡: U
3. Little My Star
작사, 작곡, 편곡: U
《마계천사 지브릴 -episode2-》의 여는 곡
4. ether trip
작사, 작곡, 편곡: U
5. アナタトアタシノスナドケイハ
작사, 작곡, 편곡: U
6. なの☆なの (나노☆나노)
작사, 작곡, 편곡: U
7. レッゴー ラヴリィ 変身タイム！ (렛츠 고 러블리 변신 타임！)
작사, 작곡, 편곡: U
《마계천사 지브릴》의 여는 곡
8. 天空merry-go-round (천공merry-go-round)
작사: U/K 작곡, 편곡: U
9. 我愛你 (ウォーアイニー) (워아이니)
작사, 작곡, 편곡: U
10. Mighty Love
작사, 작곡, 편곡: U
11. ride on fate
작사, 작곡, 편곡: U
12. Help!heaven! 
작사, 작곡, 편곡: U
《메가추!》의 여는 곡
13. あなたがSなら (당신이 S라면)
작사, 작곡, 편곡: U

1. Mighty Love
작사, 작곡, 편곡: U
2. Love OS
작사, 작곡, 편곡: U
3. 天使の5分間クッキング on the Digital (천사의 5분간 쿠킹 onthe Digital)
작사: U/K 작곡, 편곡: U

## 月華焔
GWAVE SuperFeatures vol.5 月華焔은 GWAVE SuperFeature's 시리즈의 5번째 앨범으로 마리에의 GWAVE SuperFeature's 시리즈에서의 2번째 앨범이기도 하다. 곡의 작사, 작곡, 편곡은 게임 제작사 사이버 워스이 음향 스텝인 Simmy가 하였고, 일러스트 역시 동사에서 원화를 담당하고 있는 아오지루가 했다. 제작의 협력 또한 동사의 산하조직인 팅커벨에서 하였다. 한정판으로 Tinkerbell BEST BGM SELECTION 夜行蟲을 키워 발매했다. 동 앨범과 한정판에 키워진 CD는 사이버 워스 산하 팅커벨에서 제작한《나비의 꿈》,《음요충》시리즈의 게임 음악으로 구성되어 있다.
1. 月に祈る～prologue～ (달에 기도하다～prologue～)
2. 約束 (약속)
3. World filled
4. Feeling This
《음요충 식 ~능촉도퇴마록~》의 주제가
5. 蝶ノ夢 (나비의 꿈)
《나비의 꿈》의 주제가
6. CRAVE
7. NO WAY
《음요충 ~능촉학원퇴마록~》의 주제가
8. 真冬の花 (한겨울의 꽃)
9. Poesie

음요충, 음요충 식
1. NO WAY (vo,less)
2. 桜花 (오카)
3. 深琴 (미코토)
4. 菊花 (키쿠카)
5. 武 (타케루)
6. 水依 (스이)
7. Night Time
8. スリル (스릴)
9. つるぎ (칼)
10. 常世の夢 (변하지 않는 꿈)
11. もののけ (모노노케)
12. 戦 (싸움)
13. 闇の明ける時 (어둠이 밝아오는 때)
14. NO WAY (Hand Bell)
15. Feeling This (vo,less)

나비의 꿈
1. Citta natale e ricordi di One's
2. Il tema di CHOUKO
3. Il tema di MIYABI
4. Il tema di SUZU
5. Il tema di HIFUMI
6. La lacrima di un ragno
7. Il che il fondendo corpo
8. Impazienza
9. La fine ed il futuro
10. Il sogno di una farfalla

## 新宿 Legacy
GWAVE SuperFeature's vol.6 新宿 Legacy는 디지털 라이트 노벨《아포크리토스 ~외전~》에 나오는 BGM과 노래들을 묶어놓은 앨범으로 전9곡 중 보컬 곡은 3곡있다. 노래는《아포크리토스 ~외전 ~》의 루 프레우리역을 담당한 오치아이 유리카와 동인에서 활동하는 넷 성우 루오 료키가 하였다. 보컬 곡의 작사는 카토 요시하루가 하였으며, 작곡은 i.o sound가 하였다. 아울러, 카토 요시하루는 《아포크리토스 ~외전~》의 음향감독을 담당했으며 GWAVE를 기획한 이이기도 하다. 일러스트는《아포크리스토스 ~외전~》의 작화감독인 아마쿠사 토바리가 하였고, 아마쿠사 토바리는 전격 문고에 연재되는 만화 《신 마음대로!》의 그림을 담당하고 있다.
1. 誓いの日 (맹세의 날)
작사: 카토 요시하루, 작곡: mi:cs, 편곡: mi:cs 노래: 루오 료키
《아포크리토스 ~외전~》의 주제가
2. 天使済世 (천사제세)
3. 戦う為の鐘 (싸움을 위한 종)
4. TOKYO SUBWAY
5. 闇を撃つ (어둠을 쏘다)
6. この空の下 (이 하늘 아래)
작사: 카토 요시하루, 작곡: shige & mi:cs 편곡: shige & mi:cs 노래: 오치아이 유리카
7. 未来再生 (미래재생)
8. Running Future's
작사: 카토 요시하루, 작곡: mi:cs & Hedonist 편곡: mi:cs & Hedonist 노래: 루오 료키
《아포크리토스 ~외전~》의 닫는 곡
9. 遠い所、近い場所 (먼 곳, 가까운 장소)

## Sugar+Complete
GWAVE SuperFeature's vol.7 Sugar+Complete는 연애 어드벤처 게임《슈가+스파이스!》에서 나오는 노래들과 BGM으로 꾸며진 앨범이다. 그중 보컬 곡 7곡은 통상판에 수록되어 있으며, 노래는 리타, 유이코, 이노우에 미유가 하였다. 나머지 BGM은 특별판에 수록되어 있다. 모든 곡의 작사와 작곡은 게임 제작사 츄어블 소프트에서 사운드를 담당하는 켄세이가 하였고, 일러스트 역시 동사의 작화를 담당하는 긴타가 했다.
1. Chance to xxx 
노래: 유이코
《슈가+스파이스!》의 삽입곡
2. Sugar+Spice!
노래: 리타
《슈가+스파이스!》의 여는 곡
3. Pastel Drops 
노래: 리타
《슈가+스파이스!》의 닫는 곡 (우타 루트)
4. I can
노래: 이노우에 미유
《슈가+스파이스!》의 닫는 곡 (츠카사 루트)
5. Sweet Sweet Holy Night
노래: 리타
《슈가+스파이스!》의 닫는 곡 (그랜드 엔딩)
6. Start from... 
노래: 리타
《슈가+스파이스!》의 닫는 곡 (유메지・하네루・아이 루트)
7. Lair's play
노래: 유이코
《슈가+스파이스!》의 삽입곡

1. Strawberry shortcake
2. Honey on toast
3. Blueberry tart
4. Orange sherbet
5. Chocomint ice cream
6. Cherry jam pancake
7. Chemical funky gummy
8. Milk shake
9. Melon pop
10. Mixed fruit candy (Theme of Uta)
11. Konpeitou (Theme of Yumeji)
12. Colorful jelly beans (Theme of Haneru)
13. Almond in Chocolate (Theme of Ai)
14. Cinnamon caramel (Theme of Tsukasa)
15. Scorching popcorn
16. Cheese cake with lemon chip
17. Lukewarm bitter cocoa
18. Handmade butter cookie
19. Smooth custard pudding
20. Twilight jasmin tea
21. Pound cake with ram raisin
22. Frozen tangerine
23. Hot apple pie
24. Spiced biscuit
25. Melting drops
26. Afternoon soda float

## Class words
GWAVE SuperFeature's vol.8 Class words는 GWAVE SuperFeature's 시리즈의 8번째 앨범으로 게임 음악과 동인지의 이미지 송 등으로 활동하는 음악 서클 Tynwald music의 오리지널 앨범이기도 하다. 아울러 Tynwald music의 앨범은 주로 코믹마켓이나 동인 숍에서 판매되었다. 노래는 Tynwald music의 보컬을 담당하는 WHITE-LIPS가 하였고, 작사와 작곡 Tynwald music의 멤버인 히구치 히데키가 하였다. 한정판에 키워진 朗読 Class words는 통상판 앨범의 노래를 낭독한 것으로 《오! 나의 여신님》에서 베르단디역으로 익히 알려진 성우 이노우에 키쿠코가 했다. 일러스트는 전 게임 업체 라이트에서 원화를 담당했던 이즈미 마히루가 했으며, 앨범 제작은 게임 제작사 라이트와 파렛트가 지원했다.
1. いざないの扉 (초대의 문)
2. 黄昏の境界線 (황혼의 경계선)
3. 抱擁はいつも背中から (포옹은 언제나 등 뒤로부터)
4. 誓いの言葉 (맹세의 말)
라이트의 게임《R.U.R.U.R ~루·루·루~》의 닫는 곡
5. Dear My Friend
라이트의 게임《Dear My Friend》의 주제가
6. 天使の羽より重いもの (천사의 날개보다 무거운 것)
7. 凪 (나기)
파렛트의 게임《만약 내일이 맑다면》의 삽입곡
8. tell me a nursery tale
라이트의 게임《군청의 하늘을 넘어서》의 닫는 곡
9. 30cm
10. アララト-arrange.ver-
라이트의 게임《군청의 하늘을 넘어서》의 주제가
11. 鏡花水月 (경화수월)
12. 雛鳥-arrange.ver- (아기 새-arrange.ver-)
파렛트의 게임《만약 내일이 맑다면》의 삽입곡
13. 歌 (노래)

1. Class words featuring. 誓いの言葉 (Class words featuring. 맹세의 말)
2. DearMyFriend
3. 凪 (나기)
4. アララト (아라라트)
5. Class words featuring. 雛鳥 (Class words featuring. 아기 새)

## U☆MYSTAR
GWAVE SuperFeature's vol.9 U☆MYSTAR -Frontwing Complete Best!!!-는 GWAVE SuperFeature's 시리즈의 9번째 앨범으로 U의 GWAVE SuperFeature's 시리즈의 3번째 앨범이기도 하다. 앨범 제작 여건은 전작과 같아, 일러스트는 쿠우츄 요사이가, 앨범 제작 지원은 프런트윙에서 하였다. 게임 제작사 프런트윙의 게임의 베스트 앨범으로 볼 수 있기 때문에 U의 GWAVE SuperFeature's 시리즈에서 먼저 발매되었던 두 앨범과 겹치는 곡이 더러 있다.
1. DOOR
작사: 쿠와시마 요시카즈 작곡, 편곡: 와타나베 타케히로
2. プカプカ
작사: 쿠와시마 요시카즈 작곡: 아게마츠 노리야스 편곡: 후지마 히토시
3. ONLY YOUR WITCH
작사: 쿠와시마 요시카즈 작곡, 편곡: 아게마츠 노리야스
4. CHANGE OF LIFE
작사: 쿠와시마 요시카즈 작곡, 편곡: ZEN
5. いつも一緒に (언제나 함께)
작사: 사다카타 쇼 작곡: ARI 편곡: 코니시 테루오
6. レッゴーラブリィ変身タイム! (렛츠 고 러블리 변신 타임!)
작사, 작곡, 편곡: U
7. Little My Star
작사, 작곡, 편곡: U
8. Help!heaven!
작사, 작곡, 편곡: U
9. ツナガッテルカナ (이어져 있는 걸까나)
작사, 작곡, 편곡: U
10. クルクルLovely day!!!
작사, 작곡, 편곡: U
11. 銀河系の宇宙の果てまで (은하계의 우주의 끝까지)
작사, 작곡, 편곡: U
12. S・O・S ラヴ (S・O・S 러브)
작사, 작곡, 편곡: U

## ゴールデン パロ・スペシャル
GWAVE SuperFeature's vol.10 ゴールデン パロ・スペシャル -May-Be SOFT Hyper Audio Fan Disc-는 GWAVE 5주년과 메이비 소프트 브랜드 15주년을 기념해 나온 GWAVE SuperFeature's 시리즈 앨범이다. 메이비 소프트의 게임《메이드씨와 커다란 검》, 《물건의 마음, 물건의 소녀》, 《유격경함 파트베셀》, 《학원 신선조》에서 나온 곡을 중심으로 수록했으며, 동사의 시나리오 작가 호키보시가 각색한 보이스 드라마가 수록된 것이 특징이다. 이 보이스 드라마의 성우는 앞서 서술된 게임의 성우들이 각 역을 맡았다. 일러스트는 메이비 소프트의 원화를 담당하는 아카자가 했으며, 제작 지원 또한 메이비 소프트에서 했다. 
1. Rockin' Rollin' Love Love Show
작사: miru 작곡, 편곡: milktub 노래: miru
2. これから始まるモノがたり (이제부터 시작하는 이야기)
시나리오: 호키보시
캐스트: 오카와 미오, 미라우, 쿠스노키 스즈네
3. Mo!No!
작사, 작곡: milktub 편곡: ms-jacky 노래: 이노우에 미유
《물건의 마음, 물건의 소녀》의 주제가
4. モノモノ☆ダンス Feaver (모노모노☆댄스 Feaver)
작사, 작곡, 편곡: 이소무라 카이 노래: 이노우에 미유
5. メイドさんと大きく違うラップ (메이드씨와 크게 틀린 랩)
시나리오: 호키보시
캐스트: 카와시마 리노, 미라우, 히로모리 나즈나
6. “MAID”in blade
작사: REIKA 작곡: milktub 편곡: ms-jacky 노래: REIKA
《메이드씨와 커다란 검》의 주제가
7. 斬撃よ 唸れ 咆哮の如く (참격이여 울부짖어라 포효와 같이)
작사, 작곡, 편곡: 덴키 노래: 카린
《메이드씨와 커다란 검》중 마검 발무크의 이미지 송
8. I Cathch!
캐스트: 오카와 미오, 카와시마 리노, 쿠사야나기 쥰코, 쿠스노키 스즈네, 미라우, 히로모리 나즈나, 코노츠나 마요
9. 私ってジャスティス！(나는 저스티스！)
작사: uriel 작곡, 편곡: sumiisan 노래: keito
《유격경함 파트베셀》의 주제가
10. 納税勧告ハラワセル (납세권고 하라와셀)
시나리오: 호키보시
캐스트: 미라우, 쿠사야나기 쥰코, 오카와 미오, 코노츠나 마요
11. Cruising in my heart
작사: uriel 작곡, 편곡: sumiisan 노래: 칫치
《유격경함 파트베셀》의 닫는 곡
12. 愛に満ちた未来へと (사랑으로 가득찬 미래에)
작사: 스미다 마오 작곡, 편곡: WACHA 노래: UR@N
《유격경함 파트베셀》의 거짓 엔딩의 이미지 송
13. 乙女ゴコロ×局中法度 (소녀마음×국중법도)
작사, 작곡, 편곡: 미나즈키 쿠루미 노래: BARAKO
《학원 신선조》의 주제가
14. 近藤イサミ先生の横文字を覚える大人の英会話レッスン!! (콘도 이사미 선생님의 가로문자를 기억하는 어른의 영어회화 레슨)
시나리오: 호키보시
캐스트: 오카와 미오, 카와시마 리노, 쿠사야나기 쥰코
15. 乙女ゴコロ×局中法度～だんだら shooting MIX～ (소녀마음×국중법도～단다라 shooting MIX～)
작사, 작곡: 미나즈키 쿠루미 편곡: ARM 노래: BARAKO
16. May-Be SOFT Hyper Audio FanDiscでした。
캐스트: 오카와 미오, 카와시마 리노, 쿠사야나기 쥰코, 쿠스노키 스즈네, 미라우, 히로모리 나즈나, 코노츠나 마요
17. heroic smile
작사: y.kato 작곡, 편곡: 켄세이 노래: 리타
18. 遊撃学園モノメイド(유격학원 모노메이드)
캐스트: 오카와 미오, 카와시마 리노, 쿠사야나기 쥰코, 쿠스노키 스즈네, 미라우, 히로모리 나즈나, 코노츠나 마요

## Love Bullets
GWAVE SuperFeature's vol.11 電気街おみやげ Love Bullets는 이노우에 미유가 이끄는 team Love Bullets의 첫 데뷔 앨범이며, GWAVE 전자상가 기념품 시리즈의 첫 앨범이기도 하다. team Love Bullets의 멤버는 보컬 이노우에 미유와 곡을 담당하는 이소무라 카이, 기획제작을 담당하는 카토 요시하루로 구성되어 있다. 팀명인 Love Bullets은 유즈 소프트의 게임《소꿉친구는 침대 야쿠자!》의 주제가 〈1X8 러브 불렛〉에서 따왔다. 또한, 동곡도 현 앨범에 수록되어 있다. 일러스트는 유즈 소프트의 원화를 담당하고 있는 코부이치와 무리린이 했으며, 유즈 소프트 대표 겸 음향을 맡고 있는 Famishin이 게스트 작곡자로 참여했다. 제작협력은 유즈 소프트 산하의 뇌내그녀(노나이카노죠)에서 했다.
1. マジカワ
2. ばーん☆まいらぶ
3. 1×8 ラブ・バレット (1×8 러브・불릿)
4. リフレイン (리프레인)
5. ツバサ・ドローイング (날개・드로잉)
6. 世界の中心でLoveをかたるアタシ (세계의 중심에서 Love를 말하는 나)
7. “team Love Bullets”

## ULTRA☆U2
GWAVE SuperFeature's vol.12 電気街おみやげ vol.2 ULTRA☆U2는 GWAVE Super Feature's 시리즈의 12번째 앨범으로 U의 GWAVE SuperFeature's 시리즈의 4번째 앨범, 전자상가 기념품 시리즈의 2번째 앨범이기도 하다. Ultra란 명칭으로 발매된 U의 앨범은 2005년 발매된《Ultra : U》가 있다. U의 이전작과 같이 U가 모든 곡을 작사, 작곡했다. 그중 〈love-go-round〉는 코믹마켓 75에서 한정발매한 U의 싱글《GWAVE 5th Anniversary Festa!》의 수록곡이며 GWAVE 5주년 기념 테마송이기도 하다. 또, 〈GO GO☆ら～びゅ〉는 샤쿠나게의 게임《오토☆푸리》의 주제가이다. 앨범 제작 여건은 U의 전작과 같이 일러스트는 쿠우츄 요사이가, 앨범 제작 지원은 프런트윙에서 하였다. 다른 점이라면, 프런트윙에서 제작한 게임의 주제가가 앨범에 수록되어 있지 않다는 점이다.
1. GO GO☆ら～びゅ (GO GO☆라～뷰)
2. i save your place!
3. 恋のサイエンス (사랑의 사이언스)
4. Hi-Fi day
5. love-go-round
6. 情熱よFly away (정열이여 Fly away)
7. コトノハ ～my leaf of words～ (말 ～my leaf of words～)

## Love Bullets II
GWAVE SuperFeature's vol.13 電気街おみやげ vol.3 Love Bullets II는 이노우에 미유가 이끄는 team Love Bullets의 2번째 앨범이며, GWAVE 전자상가 기념품 시리즈의 3번째 앨범이기도 하다. GWAVE SuperFeature's 시리즈의 13번째 앨범. 그중〈Call me name〉은 러브솔의 게임《공주님은 프린세스》의 주제가이다. 앨범의 특징이라면, J-POP의 80년대 ~ 90년대를 느낄수 있는 멜로디로 구성되어 있다는 점을 들수 있다. 일러스트는 전작과 같이 유즈 소프트의 원화 담당 코부이치와 무리린이 하였고 게스트 작곡자로 유즈 소프트 대표 겸 음향을 맡고 있는 Famishin이 했다.
1. Reload your love-bullets!
2. ドラゴンガール (드래곤 걸)
3. ハイテンション・デート (하이 텐션・데이트)
4. Call my name
5. PrincessSweets
6. ぼくらはねがう ねがいのかぎり (우리는 바란다 바라는 한)
7. Like a cosmic heart
8. Love BulletsⅡ

## にゃんこライダー/Love Bullets
GWAVE SuperFeature's vol.14 電気街おみやげ vol.4 にゃんこライダー/Love Bullets는 이노우에 미유가 이끄는 team Love Bullets의 3번째 앨범이며, GWAVE 전자상가 기념품 시리즈의 4번째 앨범이기도 하다. GWAVE SuperFeature's 시리즈의 14번째 앨범. 타이틀 곡인 〈にゃんこライダー〉는 테크노 곡이며, 앨범 중 게임 주제가로는 뇌내그녀(노나이카노죠)의 게임《시스터 매직!》의 주제가〈どめすてぃっく・LOVE・まじっく〉와 웨이브스타의 게임《쌍공의 상크티》의 주제가〈アイリス-Iris-〉가 수록되어 있다. 〈アイリス-Iris-〉는 team Love Bullets의 첫 발라드 곡이다. 일러스트는 전작과 같이 유즈 소프트의 원화 담당 코부이치와 무리린이 하였고 게스트 작곡자로 유즈 소프트 대표 겸 음향을 맡고 있는 Famishin이 했다.
1. にゃんこライダー (냥코 라이더)
2. 天華御免-TENKA・GOMEN- (천화어면-TENKA・GOMEN-)
3. どめすてぃっく・LOVE・まじっく REMIX ver
4. ねこ☆まっしぐら (고양이☆쏜살같이)
5. かくも、青春とは美しい (이처럼, 청춘이란 건 아름답다)
6. アイリス-Iris- (아이리스-Iris- )
7. にゃん×3 Love Bullets (냥×3 Love Bullets)

## 恋文ロマンチカ 歌謡全集
GWAVE SuperFeature's vol.15 恋文ロマンチカ 歌謡全集 -ソラノネ-는 츄어블 소프트의 게임《연애 편지 로맨티카》의 주제가 및 삽입곡을 수록한 앨범이다. 주제가 2곡과 삽입곡은 마리에가 담당했으며, 게임의 히로인 엔딩 곡은 리타, 안포린, 유이코가 불렀다. 또, 이와 별도로 게임의 성우의 메시지를 담기도 했다. 통상판 15곡 중 보컬 곡 9곡, 이외에 특별판에는 《연애 편지 로맨티카》의 BGM 34곡을 키워 발매하였다. 일러스트는 게임의 원화를 담당한 긴타가 하였고, 곡은 동사의 음향담당 켄세이가 했다.
1. ソラノネ
2. 恋文ロマンチカ (Album ver.)
노래: 마리에
3. そのお返事を ～桔梗
4. 虹
노래: 유이코
5. 優しさを奏でて ～ヴァージニア
6. Just feel you
노래: 리타
7. 懐かしい背中に ～みつ
8. 風に乗って
노래: 안포린
9. 夕餉の唄
노래: 마리에
10. 広がってゆく世界へ ～来香
11. 初恋ブギ
노래: 유이코
12. まっすぐな瞳で ～吟情
13. 夢のなる木
노래: 리타
14. anporin
노래: 안포린
15. 星光灯庭
노래: 마리에

1. 序文
2. ある穏やかな日
3. 旅
4. 東都にて
5. 素敵なお話を
6. 桔梗
7. 喇叭水仙
8. 雛菊
9. 鈴蘭
10. 撫子
11. 新しい出会い
12. 開花堂へようこそ
13. 活気ある町
14. ビーだまころげた
15. 愉快な足音
16. 風が吹く丘で
17. 花の髪飾り
18. 桔梗～恋人
19. 喇叭水仙～恋人
20. 雛菊～恋人
21. 鈴蘭～恋人
22. 撫子～恋人
23. 明窓浄机
24. 下弦の月の下で
25. 追跡
26. 予兆
27. 隔てられた心
28. 凪
29. 約束
30. 思い出の中で
31. 今日と明日
32. 恋文
33. くちづけは花の香り
34. 開花堂へようこそ (蓄音機ver)

## Sweetsongs
GWAVE SuperFeature's vol.16 Sweetsongs
[제작중]